# Zlatko Zahovič
Zlatko Zahovič (* 1. Februar 1971 in Maribor) ist ein ehemaliger slowenischer Fußballspieler.

## Sportliche Laufbahn

### Vereinskarriere
Zahovič startete seine Karriere in der Jugendmannschaft von Kovinar Maribor. 1989 wurde er vom bekannten jugoslawischen Fußballspieler Milko Djurovski (der damals seinen Heerdienst in Maribor absolvierte) entdeckt. Ab 1989 bis 1991 und von 1992 bis 1993 spielte er für den  FK Partizan Belgrad, in der Saison 1991/92 war er an FK Proleter Zrenjanin ausgeliehen. 1993 wechselte Zahovič zu Vitória Guimarães, 1996 wurde er vom FC Porto verpflichtet. Dort spielte er bis 1999. Die darauffolgende Saison stand Zlatko Zahovič bei Olympiakos Piräus unter Vertrag, die nächste für den FC Valencia und von 2001 bis 2005 war er für Benfica Lissabon aktiv.
Seine besten Leistungen konnte er in seiner Zeit beim FC Porto abrufen. 2001 erreichte er mit FC Valencia das Champions-League-Finale, wo seine Mannschaft im Elfmeterschießen gegen den FC Bayern München verlor. Zahovič war einer der unglücklichen Schützen, die an Oliver Kahn scheiterten.
Zahovič ist berüchtigt für seine unzähligen Wortgefechte und Streitereien, von denen der Streit mit dem slowenischen Nationaltrainer Srečko Katanec während der WM 2002 publik wurde. Olympiakos Piräus verließ er wegen einer Streiterei mit dem Management während der laufenden Saison.
Auch mit dem Trainer von seinem nächsten Klub FC Valencia, Héctor Cúper, war er sich uneinig, weil er glaubte, man biete ihm zu wenig Perspektiven. Er spielte die Saison für den spanischen Klub jedoch noch zu Ende und wechselte darauf zu Benfica Lissabon. Dort beendete er seine aktive Karriere.
Seit der Saison 2007/08 ist er Sportdirektor beim slowenischen Erstligisten NK Maribor.
Im Jahr 2002 wurde Zlatko Botschafter der UNICEF für Slowenien.

### Auswahleinsätze
Sein Debüt in der slowenischen Nationalmannschaft absolvierte Zahovič am 7. November 1992 in einem Freundschaftsspiel gegen Zypern. Die slowenische Nationalmannschaft qualifizierte sich für die EURO 2000 in den Niederlanden und Belgien, wo Zlatko Zahovič sein Können bewies und drei der vier Tore von Slowenien erzielte.
Slowenien qualifizierte sich ebenfalls für die WM 2002 in Japan und Südkorea. Zahovič wurde jedoch nach dem ersten Spiel gegen Spanien wieder heimgeschickt, da er einen Streit mit dem damaligen slowenischen Nationaltrainer Srečko Katanec hatte. Katanec kündigte seinen Job als Nationaltrainer sofort nach der WM, aus diesem Grund feierte Zahovič seine Rückkehr ins Nationalteam. Sein letztes Spiel für die slowenische Elf spielte er am 28. April 2004 gegen die Schweiz.
Insgesamt absolvierte Zlatko Zahovič 80 Länderspiele für Slowenien, in denen 35 Tore erzielte. Er ist damit auch Ende 2023 noch der treffsicherste Auswahlakteur nach der Unabhängigkeit Sloweniens.

## Erfolge

### Vereinsmannschaften
- Jugoslawischer Meister: 1992/93
- Portugiesischer Meister (4-mal): 1996/97, 1997/98, 1998/99, 2004/05
- Portugiesischer Pokalsieger (2-mal): 1997/98, 2003/04
- Portugiesischer Fußball-Supercup (2-mal): 1997/98, 1998/99
- Griechischer Meister: 1999/2000
- UEFA Champions League Finalist: 2000/01

### Nationalmannschaft
- Teilnahme an der EM 2000 (3 Einsätze/3 Tore)
- Teilnahme an der WM 2002 (1 Einsatz)